# Acidaspis
Acidaspis is een geslacht van uitgestorven trilobieten, dat leefde van het Ordovicium tot het Devoon.

## Beschrijving
Deze 1 cm lange trilobiet had een breed pantser, een kopschild met uitzonderlijk lange genale stekels en nogal kleine ogen, die aan de achterkant stonden. Het kopschild was bezet met kleine knobbeltjes en droeg aan de rand een franje van stekels. De glabella bevatte groeven, die de verdikte zijlobben omgaven. De 9 holstekelige thoraxsegmenten werden naar achter toe steeds langer. Ook de staartrand werd omringd door lange stekels. Dit geslacht leefde op riffen in de open zeeën van het continentaal plat.